# Avoirdupois

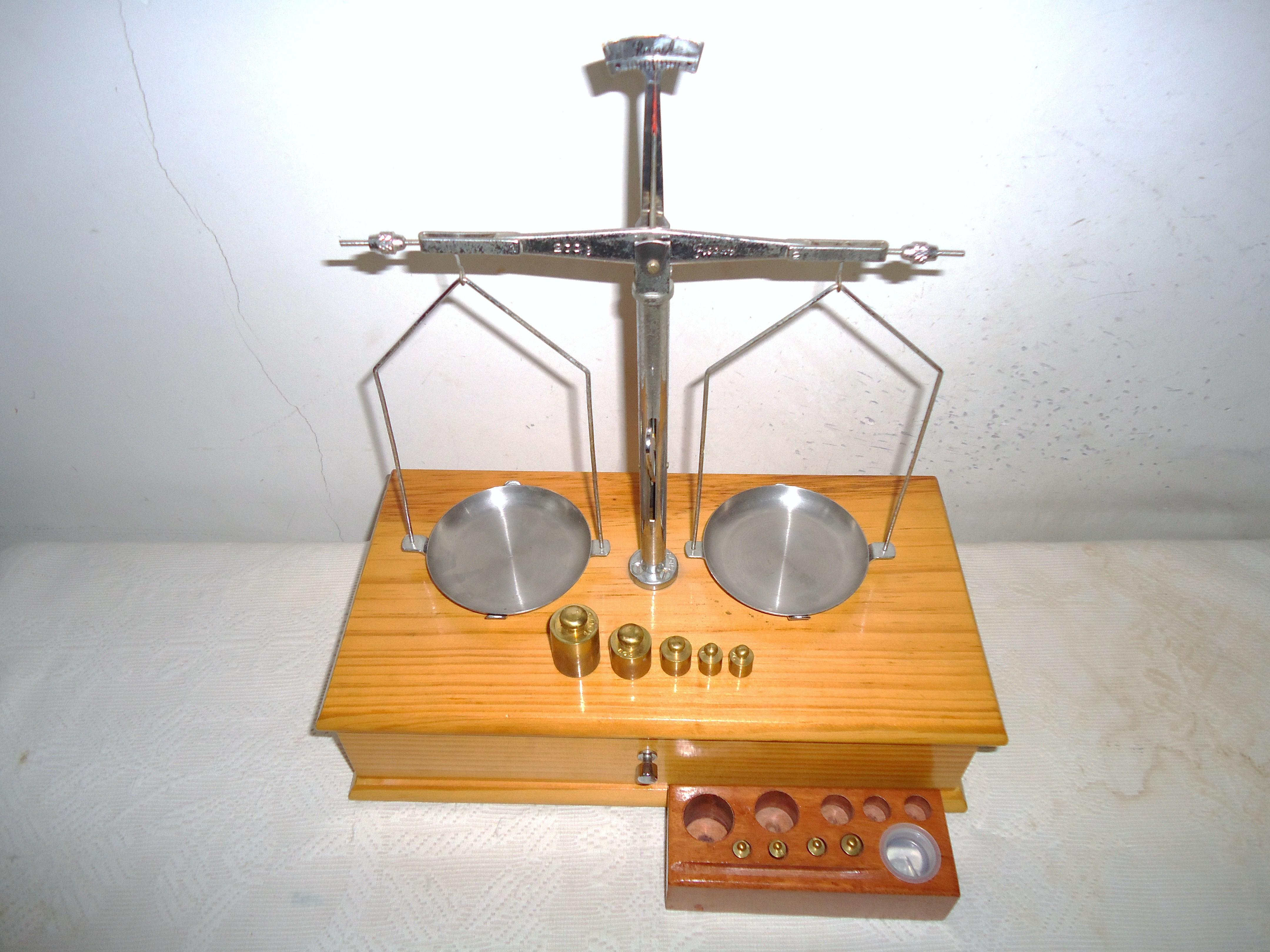
Balança com capacidade de até 200g

O sistema avoirdupois (pronúncia francesa: [avwaʁdypwɑ]), abreviadamente av., avdp. ou avoir. é um sistema de medida que define termos tais como a libra e a onça. É usado quotidianamente por muitas pessoas, nos Estados Unidos da América e no Reino Unido, apesar de esses países adotarem oficialmente o Sistema Métrico Internacional.
O nome provavelmente deriva do francês antigo aveir de peis - literalmente "bens de peso", por referência aos bens vendidos por peso e não por peça ou unidade.
No sistema avoirdupois, todas as unidades são múltiplas ou frações da libra, que corresponde a 0.45359237 quilogramas na maior parte do mundo anglófono, desde 1959.
Estas são as unidades em seus termos franceses originais:
- 16 drams/drachms = 1 uma once/onça
- 16 onces = 1 libra
- 25 livres = 1 quarto
- 4 quarters = 1 quintal/hundredweight
- 20 quintaux = 1 tonelada

Quando as pessoas começaram a usar este sistema nas Ilhas Britânicas, incluíram a stone, que foi finalmente definida como equivalente a quatorze libras, no sistema avoirdupois. O quarto, o hundredweight e a tonelada foram alterados, respectivamente, para 28 libras, 112 libras e 2240 libras, de modo que as massas pudessem ser convertidas mais facilmente entre elas. As colônias britânicas na América do Norte, entretanto, adotaram o sistema tal como era inicialmente. Nos Estados Unidos, os quartos, os hundredweights e as toneladas permaneceram definidos como 25, 100 e 2.000 libras (embora os dois anteriores não sejam virtualmente utilizados). Se necessário, são especificadas como unidades curtas, ao contrário das unidades longas britânicas.
Na adaptação britânica ou imperial do sistema avoirdupois, as unidades são:
- 16 drams/drachms = 1 onça (oz.)
- 16 onças = 1 libra (lb.)
- 14 libras = 1 stone (st.)
- 2 stone = 1 quarto (qtr.)
- 4 quartos = 1 hundredweight (cwt.)
- 20 hundredweight = 1 tonelada (t. ou ton.)